# 點火順序

对于这个直列四缸引擎, 1-3-4-2是有效的點火順序。

每一具多缸引擎都有一定的汽缸點火順序，例如直列四缸引擎最常用的點火順序為1-3-4-2，意即點火順序為第一缸→第三缸→第四缸→第二缸。
在汽車設計上，多汽缸引擎為維持運轉順暢，避免因動力過度集中某側造成局部過熱、或曲軸過度扭轉斷裂，通常會將各缸的點火順序錯開。但其實這並沒有一個確切的順序，一切都需要看引擎是如何設計。汽車運轉時，引擎轉速及負荷會隨時改變，因此，引擎的點火時間也應配合調整，才能讓引擎在最佳狀態下運轉。
一般而言，若引擎轉速變快，則點火應提早；轉速變慢時，點火應延後；但若轉速相同，則點火角度應和引擎負荷成反比。因此一具引擎的點火是否調整得宜，將會決定此具引擎的動力表現。

## 決定順序方式
以四缸發動機為例 ( n表示汽缸數 )
- 主要力方程式：{\displaystyle Fp=mrw^{2}\cos \Theta }
- 次要力方程式：{\displaystyle Fp=mrw^{2}{\frac {\cos \Theta }{n}}}
- 曲柄角：720/n

曲柄角度所代表的是曲柄須旋轉來點燃一個氣缸的角度。 所以在四缸發動機中，曲柄每旋轉 180 度就有一個氣缸點火。
要達成平衡，表示所有水平和垂直力的和應為零，且所有力矩的總和也為零。 這意味著對於主要和次要力和耦合多邊形應形成閉合圖形。
通過這種方法，能獲得的常見點火順序是 - 1-3-4-2 和 1-3-2-4。